# 1998年威爾斯政府法令
1998年威爾斯政府法令（英語：Government of Wales Act 1998）是英國國會所通過的的一項法令。該法案於1998年通過，設立了威爾斯國民議會和威爾斯審計長，並將權力移交給威爾斯國民議會。1998年威爾斯政府法令是繼1997年威爾士權力下放公投之後頒布的。
1998年威爾斯政府法令使威爾斯國民議會成為一個法人機構。